# Алмалыксай
Алмалыкса́й (узб. Olmaliqsoy, Олмалиқсой) — горная река (сай) в Пскентском районе и городе Алмалык Ташкентской области. Являлся левым притоком реки Ахангаран, сейчас не доходит до неё.

## Географическое описание
Длина Алмалыксая равна 32 км, площадь бассейна — 84 км². Среднегодовой расход воды составляет 0,28 м³/с. Питание реки снеговое и дождевое, верховья и впадающие водотоки начинаются от родников. Сай полноводен в марте—апреле.
Алмалыксай берёт начало северо-западном склоне Кураминского хребта, близ государственной границы Узбекистана и Таджикистана. Сай образуется от слияния вод нескольких небольших родников в 3 км западнее перевала Науналы. Начальный участок течения на топографической карте Генштаба обозначен как пересыхающий. От истока проходит в юго-западном направлении, затем постепенно поворачивает на северо-запад и сохраняет это направление на большей части течения, лишь местами образуя изгибы. С северо-востока бассейн Алмалыксая ограничен гребнем хребта Яккаписта. Вначале протекает по редколесью, за поворотом на северо-запад на берегу реки стоит лесхоз Джайлявча. В верховьях образует узкую и сравнительно глубокую долину, в низовьях — широкую долину с наклонными склонами. Перед окончанием выходит на территорию города Алмалык, пересекая железнодорожную линию к близлежащему карьеру (для которой построен мост). Являлся левым притоком реки Ахангаран, но в настоящее время полностью разбирается на арыки близ города Алмалык и не доходит до неё.

## Экология
Вплоть до 2005 года карьерные воды с рудника Кальмакыр сбрасывались в протекающий поблизости Алмалыксай, загрязняя его. Экологическая проблема была решена лишь после ввода в строй четырёх насосов на руднике.

## Притоки
В Алмалыксай впадает 8 притоков общей длиной 20 км. Сравнительно крупными притоками являются Карагумаксай и Кенджаул (оба — справа).